# Universitas Islam Negeri Sunan Ampel Surabaya
Universitas Islam Negeri Sunan Ampel Surabaya – indonezyjska uczelnia publiczna w Surabai (prowincja Jawa Wschodnia). Została założona w 1965 r. jako Institut Agama Islam Negeri Sunan Ampel; od 2013 r. funkcjonuje pod nazwą Universitas Islam Negeri Sunan Ampel.